# NGC 193
NGC 193 је елиптична галаксија у сазвежђу Рибе која се налази на NGC листи објеката дубоког неба.
Деклинација објекта је + 3° 19' 52" а ректасцензија 0h 39m 18,5s. Привидна величина (магнитуда) објекта NGC 193 износи 12,4 а фотографска магнитуда 13,4. NGC 193 је још познат и под ознакама UGC 408, MCG 0-2-103, CGCG 383-55, PGC 2359.